# Enargia mephisto
Enargia mephisto là một loài bướm đêm trong họ Noctuidae.